# Белена чешская
Белена́ че́шская (лат. Hyoscȳamus bohēmicus) — однолетнее травянистое растение, вид рода Белена (Hyoscyamus) семейства Паслёновые (Colchicaceae). По данным на 2013 год, название Hyoscyamus bohemicus F.W.Schmidt является синонимом действительного названия Hyoscyamus niger L..
Химические свойства такие же, как у белены чёрной, но белена чешская менее богата алкалоидами. В качестве аптечного сырья этот вид почти не используется вследствие даваемой им незначительной зелёной массы.

## Распространение и экология
Ареал вида охватывает Евразию, районы с умеренным климатом.
Произрастает как сорное в посевах, редко рудеральное, у дорог, на пустырях, близ жилья.

## Ботаническое описание
Однолетнее растение высотой 14—60 (до 80) см. Корень тонкий, деревянистый, неветвистый, без выраженной корневой шейки. Стебель простой, оттопыренно-мелко-железисто-волосистый.
Листья неглубоколопастные ярко-зелёные, сверху голые или с редкими волосками по главной жилке, снизу лишь железистоволосистые по жилкам. Прикорневой розетки не образуется; стеблевые листья яйцевидные, угловато или выемчато-зубчатые, реже надрезанные, с одним — тремя (пятью) часто несимметрично расположенными зубцами с каждой стороны, нижние длинно-черешчатые, средние на коротких черешках или сидячие; прицветные — полустеблеобъемлющие, ланцетные, почти всегда цельнокрайные; реже все листья цельнокрайные.
Цветки, в среднем, мельче чем у белены чёрной, с венчиком не длиннее 2,5 см, иногда лишённым антоциана, беловатым, без окрашенных жилок и с жёлтым зевом.
Цветёт в июле — августе. Плодоносит с августа (в Сибири и северных районах Европейской части России семена не вызревают).

## Таксономия
Вид Белена чешская входит в род Белена (Hyoscyamus) трибы Беленовые (Hyoscyameae) подсемейства Паслёновые (Solanoideae) семейства Паслёновые (Solanaceae) порядка Паслёноцветные (Solanales).
|  |                                        |  |                                                             |                                                             |                      |  | ещё 4 семейства (согласно Системе APG II) | ещё 4 семейства (согласно Системе APG II)   |                                             |  |  |  | ещё 6 триб (согласно Системе APG II) | ещё 6 триб (согласно Системе APG II) |  |  |  |  | еще около 20 видов | еще около 20 видов |
|  |                                        |  |                                                             |                                                             |                      |  | ещё 4 семейства (согласно Системе APG II) | ещё 4 семейства (согласно Системе APG II)   |                                             |  |  |  | ещё 6 триб (согласно Системе APG II) | ещё 6 триб (согласно Системе APG II) |  |  |  |  | еще около 20 видов | еще около 20 видов |
|  |                                        |  |                                                             | порядок Паслёноцветные                                      |                      |  |                                           |                                             | подсемейство Паслёновые                     |  |  |  |                                      | род Белена                           |  |  |  |  |                    |                    |
|  |                                        |  |                                                             | порядок Паслёноцветные                                      |                      |  |                                           |                                             | подсемейство Паслёновые                     |  |  |  |                                      | род Белена                           |  |  |  |  |                    |                    |
|  | царство Цветковые, или Покрытосеменные |  |                                                             |                                                             | семейство Паслёновые |  |                                           |                                             | триба Беленовые                             |  |  |  | вид Белена чешская                   |                                      |  |  |  |  |                    |                    |
|  | царство Цветковые, или Покрытосеменные |  |                                                             |                                                             |                      |  |                                           |                                             |                                             |  |  |  |                                      |                                      |  |  |  |  |                    |                    |
|  |                                        |  | ещё 44 порядка цветковых растений (согласно Системе APG II) | ещё 44 порядка цветковых растений (согласно Системе APG II) |                      |  |                                           | ещё 6 подсемейств (согласно Системе APG II) | ещё 6 подсемейств (согласно Системе APG II) |  |  |  | ещё 6 родов                          | ещё 6 родов                          |  |  |  |  |                    |                    |
|  |                                        |  |                                                             | ещё 44 порядка цветковых растений (согласно Системе APG II) |                      |  |                                           |                                             | ещё 6 подсемейств (согласно Системе APG II) |  |  |  |                                      | ещё 6 родов                          |  |  |  |  |                    |                    |